# Shantae and the Seven Sirens
Shantae and the Seven Sirens is een computerspel ontwikkeld en uitgegeven door WayForward. Het platformspel kwam als eerste uit voor iOS in september 2019 en voor macOS in oktober 2019. Versies voor Windows, Switch, PlayStation 4 en Xbox One verschenen op 28 mei 2020.

## Plot
Shantae, half mens en half djinn, en haar vrienden worden uitgenodigd op een tropisch eiland om mee te doen met een festival. Tijdens het optreden verdwijnen de andere half-genies plotseling. Shantae moet nu op het eiland gaan zoeken en in de gezonken stad, die zich onder het eiland bevindt, om te achterhalen waarom en door wie haar vrienden zijn ontvoerd.
Tijdens de zoektocht komt Shantae haar aartsrivaal Risky Boots tegen en de geheimzinnige heersers van het eiland, de zeven sirenen.

## Spel
De speler bestuurt het hoofdpersonage Shantae die met het haar vijanden kan verslaan. Gedurende het spel krijgt ze steeds meer transformaties tot haar beschikking, waarmee ze via een buikdans kan veranderen in een andere gedaante, zoals een olifant of een aapje. Hierdoor worden nieuwe gedeeltes van het speelveld toegankelijk. Nieuw in het spel zijn de kerker-achtige labyrinten, de mogelijkheid om een vaardigheid van een transformatie direct te gebruiken en monsterkaarten.